# Mapoka
Mapoka est une ville du Botswana.